# Patrick Newell
Patrick Newell (* 27. März 1932 in Hadleigh, England; † 22. Juli 1988 in Essex, England) war ein britischer Schauspieler.

## Leben
Patrick Newells besonderes Charakteristikum war seine Leibesfülle. Bekannt wurde er vor allem durch die Rolle als Geheimdienstchef Mutter in der Rolle Mit Schirm, Charme und Melone (The Avengers) Ende der sechziger Jahre.
Nach seiner Schulzeit besuchte er die Royal Academy of Dramatic Art zusammen mit späteren Berühmtheiten wie z. B. Albert Finney oder Peter O’Toole, deren schauspielerische Fähigkeiten nach seiner bescheidenen Einschätzung seine eigenen Leistungen weit überflügelten. Newell legte daraufhin absichtlich an Gewicht zu, um sich so eine eigene Nische im Rollenspektrum zu erschließen. Er selbst schrieb Ende der siebziger Jahre über sich in seinem Eintrag in Who's Who On Television, er sei ein Schauspieler mit einem Gewichtsproblem – je mehr er abnehme, desto weniger Rollen würden ihm angeboten.
Newell war bald schon häufig in Fernsehfilmen und -serien zu sehen, sowohl in komischen als auch in dramatischen Rollen. Im letzteren Fall handelte es sich dabei meist um die Rolle des fettleibigen Schurken. Seine rundliche Erscheinung und sein Talent, dümmliche Typen darzustellen, prädestinierte ihn für die Rolle des Handlangers in verschiedenen Comedy Shows und Serien. Seine erste Filmrolle erhielt er 1955 in dem Film Dial 999, die Angebote an Patrick Newell deckten jedoch meist dieselbe Charakterklasse ab. Letztlich wurde Newell dadurch auf dieses Rollenfach festgelegt, was ihn in seiner späteren Karriere oft behinderte, gleichwohl er großes schauspielerisches Talent hatte, das insbesondere von seiner ausdrucksstarken Mimik profitierte. Wirklich gute Angebote blieben jedoch aus. Allein im Jahr 1981 spielte Newell feste Rollen in drei Fernsehserien, von denen jedoch keine wirklich Erfolg hatte.
Sein Körpergewicht, das Newell sich angeeignet hatte, um im Schauspielgeschäft gefragt zu bleiben, war gleichzeitig wahrscheinlich die Ursache für sein kurzes Leben. Er starb 1988 im Alter von 56 Jahren an Herzversagen.

## Filmografie (Auswahl)

### Filme
- 1955: Dial 999
- 1961: Night Without Pity
- 1963: Father Came Too
- 1964: Becket
- 1965: Die Morde des Herrn ABC (The Alphabet Murders)
- 1965: Sherlock Holmes’ größter Fall (A Study in Terror)
- 1967: Der Kampf (The Long Duel)
- 1971: Die herrlichen sieben Todsünden (The Magnificent Seven Deadly Sins)
- 1972: Go For A Take
- 1976: Die unglaubliche Sarah (The Incredible Sarah)
- 1977: Stand Up Virgin Soldiers
- 1985: Das Geheimnis des verborgenen Tempels (Young Sherlock Holmes)
- 1988: Consuming Passions

### Fernsehserien
- 1960 Maigret Folge: Die schrecklichen Kinder
- 1966: The Idiot
- 1967: Room at the bottom
- 1968: Mit Schirm, Charme und Melone (The Avengers)[1]
- 1969: Randall & Hopkirk – Detektei mit Geist (Randall & Hopkirk (Deceased))
- 1970: Paul Temple (Folge: Der Mann von Batu; The black room)
- 1971: Casanova
- 1971: Die 2 (The Persuaders!, Folge: Seine Lordschaft Danny Wilde)
- 1979: Sherlock Holmes und Dr. Watson (Sherlock Holmes and Doctor Watson)
- 1984: Bottle Boys
- 1985: Die Abenteuer von Sherlock Holmes (The Adventures of Sherlock Holmes, Folge: Der Dauerpatient)